# Yêu từ ánh nhìn đầu tiên
Yêu từ ánh nhìn đầu tiên (Hangul: 초면에 사랑합니다; Romaja: Chomyeone Saranghamnida; Tiếng Anh: I Loved You From The Beginning / The Secret Life of My Secretary) là một bộ phim truyền hình Hàn Quốc với sự góp mặt của hai diễn viên chính: Kim Young-kwang và Jin Ki-joo. Bộ phim khởi chiếu từ ngày 6 tháng 5 năm 2019 trên kênh SBS vào mỗi tối Thứ hai, Thứ ba hàng tuần lúc 22:00 (KST).

## Nội dung chính
Bộ phim là câu chuyện tình yêu hài hước - lãng mạn chốn công sở khô khan của hai nhân vật Do Min Ik (Kim Young Kwang) và Jung Gal Hee (Jin Ki-joo). Phim xoay quanh hành trình tìm kiếm danh tính thật sự về người mình yêu của anh chàng giám đốc công ty truyền thông di động Do Min Ik và cách mà anh học hỏi sự tôn trọng với những người xung quanh sau khi trải qua tai nạn khiến anh mất khả năng nhận diện các khuôn mặt.

## Dàn diễn viên

### Diễn viên chính
- Kim Young-kwang vai Do Min Ik

Một giám đốc bề ngoài lãnh đạm, điển trai của công ty truyền thông di động T&T. Anh thông minh và xuất sắc trong công việc nhưng so với vẻ bề ngoài thì tính cách thật sự của Min Ik lại hoàn toàn khác hẳn. Anh chàng thực chất là kẻ vô cùng trẻ con, hay dựa dẫm thái quá vào cô nàng thư ký riêng Jung Gal Hee.
- Jin Ki-joo vai Jung Gal Hee

Một thư ký kiểu mẫu - chăm chỉ và tận tụy trong công việc, luôn nhẹ nhàng, từ tốn với mọi yêu cầu oái ăm từ sếp, nhưng bên trong cô đang che giấu một bí mật về cuộc sống thật của mình.
- Kim Jae-kyung vai Veronica Park

CEO của công ty sản xuất phim Cine Park. Cô tự hào về sự xuất sắc trong công việc, có tính cách táo bạo và cuộc sống cá nhân lộn xộn.
- Koo Ja-sung vai Ki Dae Joo

Người bạn thân nhất của Do Min- Ik. Anh ấy có khả năng đánh cắp trái tim bằng tài năng cũng như tính cách dịu dàng và ngọt ngào của anh ấy.

### Diễn viên phụ
- Jung Ae-ri trong vai Sim Hae-ra

Mẹ của Do Min Ik
- Kim Min-sang vai Sim Hae Young

Chú của Min-ik và là CEO của T & T Mobile Media
- Jang So-yeon trong vai Lee El Wang
- Baek Hyun-joo trong vai Park Seon Ja
- Kim Byung-chun trong vai Goo Seok Chan
- Han Ji-sun trong vai Mo Ha Ni

Thư ký của Hae Young, người hiểu Gal Hee nhất.
- Son san trong vai Goo Myung Jung

Người lớn nhất và cao cấp nhất trong số các thư ký tại T & T Mobile Media.
- Kwon So-hyun trong vai Ha Ri Ra

Một trong những thư ký của T & T Mobile Media. Cô được mô tả là cả tin và dễ bị ảnh hưởng bởi ý kiến của người khác.
- Choi Tae-hwan trong vai Eun Jung Soo[10]

### Khách mời
- Stella Jang vai cô gái hát rong (tập 02)

## Nhạc phim

### OST Part 1
Được phát hành vào ngày 06 tháng 5 năm 2019
| STT              | Nhan đề             | Trình bày        | Thời lượng |
| ---------------- | ------------------- | ---------------- | ---------- |
| 1.               | "Sunny Day"         | Stella Jang      | 03:14      |
| 2.               | "Sunny Day (Inst.)" |                  | 03:14      |
| Tổng thời lượng: | Tổng thời lượng:    | Tổng thời lượng: | 06:28      |

### OST Part 2
Được phát hành vào ngày 07 tháng 5 năm 2019
| STT              | Nhan đề          | Trình bày        | Thời lượng |
| ---------------- | ---------------- | ---------------- | ---------- |
| 1.               | "Fool"           | Peppertones      | 03:48      |
| 2.               | "Fool (Inst.)"   |                  | 03:48      |
| Tổng thời lượng: | Tổng thời lượng: | Tổng thời lượng: | 06:96      |

### OST Part 3
Được phát hành vào ngày 13 tháng 5 năm 2019
| STT              | Nhan đề                               | Trình bày        | Thời lượng |
| ---------------- | ------------------------------------- | ---------------- | ---------- |
| 1.               | "Fly High" (날아올라)                 | Sandeul (B1A4)   | 04:23      |
| 2.               | "Fly High (Inst.)" (날아올라 (Inst.)) |                  | 04:23      |
| Tổng thời lượng: | Tổng thời lượng:                      | Tổng thời lượng: | 08:46      |

### OST Part 4
Được phát hành vào ngày 14 tháng 5 năm 2019
| STT              | Nhan đề                                     | Trình bày        | Thời lượng |
| ---------------- | ------------------------------------------- | ---------------- | ---------- |
| 1.               | "I'm Sorry" (미안하다는 말)                 | Car the garden   | 04:58      |
| 2.               | "I'm Sorry (Inst.)" (미안하다는 말 (Inst.)) |                  | 04:58      |
| Tổng thời lượng: | Tổng thời lượng:                            | Tổng thời lượng: | 09:16      |

### OST Part 5
Được phát hành vào ngày 20 tháng 5 năm 2019
| STT              | Nhan đề                       | Trình bày                               | Thời lượng |
| ---------------- | ----------------------------- | --------------------------------------- | ---------- |
| 1.               | "Walk" (산책)                 | Young Bae (SORAN) Fromm & Louie (Geeks) | 03:00      |
| 2.               | "Walk (Inst.)" (산책 (Inst.)) |                                         | 03:00      |
| Tổng thời lượng: | Tổng thời lượng:              | Tổng thời lượng:                        | 06:00      |

### OST Part 6
Được phát hành vào ngày 21 tháng 5 năm 2019
| STT              | Nhan đề                                       | Trình bày                             | Thời lượng |
| ---------------- | --------------------------------------------- | ------------------------------------- | ---------- |
| 1.               | "Start Now" (지금부터 시작해)                 | Park Ji Won & Lee Na Kyung (Promis 9) | 03:52      |
| 2.               | "Start Now (Inst.)" (지금부터 시작해 (Inst.)) |                                       | 03:52      |
| Tổng thời lượng: | Tổng thời lượng:                              | Tổng thời lượng:                      | 07:04      |

Được phát hành vào ngày 27 tháng 5 năm 2019
| STT              | Nhan đề                                     | Trình bày        | Thời lượng |
| ---------------- | ------------------------------------------- | ---------------- | ---------- |
| 1.               | "Really Weird" (이상해 정말)                | 1415             | 04:39      |
| 2.               | "Really Weird (Inst)" (이상해 정말 (Inst.)) |                  | 04:39      |
| Tổng thời lượng: | Tổng thời lượng:                            | Tổng thời lượng: | 08:78      |

### OST Part 8
Được phát hành vào ngày 28 tháng 5 năm 2019
| STT              | Nhan đề                 | Trình bày        | Thời lượng |
| ---------------- | ----------------------- | ---------------- | ---------- |
| 1.               | "Dance With Me"         | Linus'Blanket    | 03:13      |
| 2.               | "Dance With Me (Inst.)" |                  | 03:13      |
| Tổng thời lượng: | Tổng thời lượng:        | Tổng thời lượng: | 06:26      |

### OST Part 9
Được phát hành vào ngày 07 tháng 6 năm 2019
| STT              | Nhan đề                                               | Trình bày        | Thời lượng |
| ---------------- | ----------------------------------------------------- | ---------------- | ---------- |
| 1.               | "What are you doing now" (뭐해, 지금)                 | Choi Ye Geun     | 03:35      |
| 2.               | "What are you doing now (Inst.)" (뭐해, 지금 (Inst.)) |                  | 03:35      |
| Tổng thời lượng: | Tổng thời lượng:                                      | Tổng thời lượng: | 07:10      |

### OST Part 10
Được phát hành vào ngày 17 tháng 6 năm 2019
| STT              | Nhan đề                          | Trình bày        | Thời lượng |
| ---------------- | -------------------------------- | ---------------- | ---------- |
| 1.               | "Crazy" (미치게)                 | Lim Han Byul     | 04:11      |
| 2.               | "Crazy (Inst.)" (미치게 (Inst.)) |                  | 04:11      |
| Tổng thời lượng: | Tổng thời lượng:                 | Tổng thời lượng: | 08:22      |

### OST Part 11
Được phát hành vào ngày 24 tháng 6 năm 2019
| STT              | Nhan đề                                    | Trình bày        | Thời lượng |
| ---------------- | ------------------------------------------ | ---------------- | ---------- |
| 1.               | "Say Love" (사랑을 말해요)                 | Sondia           | 03:28      |
| 2.               | "Say Love (Inst.)" (사랑을 말해요 (Inst.)) |                  | 03:28      |
| Tổng thời lượng: | Tổng thời lượng:                           | Tổng thời lượng: | 06:56      |

## Tỷ suất người xem
- Trong bảng đánh giá dưới đây, màu xanh thể hiện cho đánh giá thấp nhất và màu đỏ thể hiện cho đánh giá cao nhất.
- NR biểu thị rằng bộ phim không lọt top 20 chương trình hàng ngày hàng đầu vào ngày đó.

| Tập        | Ngày phát sóng      | Tỷ suất người xem | Tỷ suất người xem | Tỷ suất người xem        | Tỷ suất người xem        |
| Tập        | Ngày phát sóng      | Tỷ suất theo TNmS | Tỷ suất theo TNmS | Tỷ suất theo AGB Nielsen | Tỷ suất theo AGB Nielsen |
| Tập        | Ngày phát sóng      | Toàn quốc         | Vùng thủ đô Seoul | Toàn quốc                | Vùng thủ đô Seoul        |
| ---------- | ------------------- | ----------------- | ----------------- | ------------------------ | ------------------------ |
| 1          | 06 tháng 5 năm 2019 | 3.7%              |                   | 3.2% (NR)                |                          |
| 2          | 06 tháng 5 năm 2019 | 3.5%              |                   | 3.6% (NR)                |                          |
| 3          | 07 tháng 5 năm 2019 | 3.1%              |                   | 3.4% (NR)                |                          |
| 4          | 07 tháng 5 năm 2019 | 3.3%              |                   | 3.2% (NR)                |                          |
| 5          | 13 tháng 5 năm 2019 | 2.7%              |                   | 3.1%                     |                          |
| 6          | 13 tháng 5 năm 2019 | 3.1%              |                   | 3.1%                     |                          |
| 7          | 14 tháng 5 năm 2019 |                   |                   | 3.0%                     |                          |
| 8          | 14 tháng 5 năm 2019 |                   |                   | 3.5%                     |                          |
| 9          | 20 tháng 5 năm 2019 |                   |                   | 3.0%                     |                          |
| 10         | 20 tháng 5 năm 2019 |                   |                   | 3.4%                     |                          |
| 11         | 21 tháng 5 năm 2019 |                   |                   | 2.7%                     |                          |
| 12         | 21 tháng 5 năm 2019 |                   |                   | 3.6%                     |                          |
| 13         | 27 tháng 5 năm 2019 |                   |                   | 2.8%                     |                          |
| 14         | 27 tháng 5 năm 2019 |                   |                   | 3.5%                     |                          |
| 15         | 28 tháng 5 năm 2019 |                   |                   | 3.0%                     |                          |
| 16         | 28 tháng 5 năm 2019 |                   |                   | 3.0%                     |                          |
| 17         | 03 tháng 6 năm 2019 |                   |                   | 3.1%                     |                          |
| 18         | 03 tháng 6 năm 2019 |                   |                   | 3.7%                     |                          |
| 19         | 04 tháng 6 năm 2019 |                   |                   | 3.2%                     |                          |
| 20         | 04 tháng 6 năm 2019 | 3.8%              |                   | 4.0%                     |                          |
| 21         | 10 tháng 6 năm 2019 |                   |                   | 2.7%                     |                          |
| 22         | 10 tháng 6 năm 2019 |                   |                   | 3.4%                     |                          |
| 23         | 11 tháng 6 năm 2019 | 2.9%              |                   | 3.0%                     |                          |
| 24         | 11 tháng 6 năm 2019 | 3.3%              |                   | 4.0%                     |                          |
| 25         | 17 tháng 6 năm 2019 |                   |                   | 3.0%                     |                          |
| 26         | 17 tháng 6 năm 2019 |                   |                   | 3.8%                     |                          |
| 27         | 18 tháng 6 năm 2019 |                   |                   | 3.6%                     |                          |
| 28         | 18 tháng 6 năm 2019 |                   |                   | 4.2%                     |                          |
| 29         | 24 tháng 6 năm 2019 |                   |                   | 2.8%                     |                          |
| 30         | 24 tháng 6 năm 2019 |                   |                   | 3.1%                     |                          |
| 31         | 25 tháng 6 năm 2019 | 3.0%              |                   | 3.9%                     |                          |
| 32         | 25 tháng 6 năm 2019 | 4.1%              |                   | 4.6%                     |                          |
| Trung bình | Trung bình          |                   |                   | 3.34%                    |                          |